# 元子思
元 子思（げん しし、生年不詳 - 537年）は、北魏・東魏の皇族。字は衆念。

## 経歴
艾陵伯元萇の子として生まれた。たけだけしく横暴な性格であったが、忠義心に厚いと自認していた。元天穆が北魏の朝廷で権力を握ると、子思はその親族として推薦されて御史中尉となった。先立って尚書右僕射の元順が尚書は百揆の本であるとして、公務における過失があっても、御史に送るべきではないと上奏した。子思が御史中尉に着任すると、御史が官僚の憲制についての違犯を監察弾劾しなければ法を正すことができないと上奏した。ほどなく孝荘帝は子思の上奏に従った。このため子思は元天穆の怒りを買い、停官された。永安2年（529年）、元顥が敗れると、子思は安定県子に封じられた。衛大将軍・河南尹となった。永熙3年（534年）7月、高歓が洛陽に入ると、子思は婁昭とともに孝武帝を追い、連れ戻そうとした。9月、使持節・行台僕射となった。東魏の孝静帝のとき、侍中に上った。天平3年（536年）1月、孝静帝が高歓に九錫の礼を賜ろうとしたため、子思はこれを強く諫めて中止させた。天平4年（537年）9月、西魏と連絡を交わしていたことが発覚して、右衛将軍の郭瓊に収監された。子思は兄の元子華とともに門下外省で自殺させられた。

## 伝記資料
- 『魏書』巻14 列伝第2
- 『北史』巻15 列伝第3